# トヨタ・アベンシスヴァーソ
アベンシス ヴァーソ（AVENSIS VERSO）は、トヨタ自動車が製造・販売していたミニバン型自動車である。

## 概要

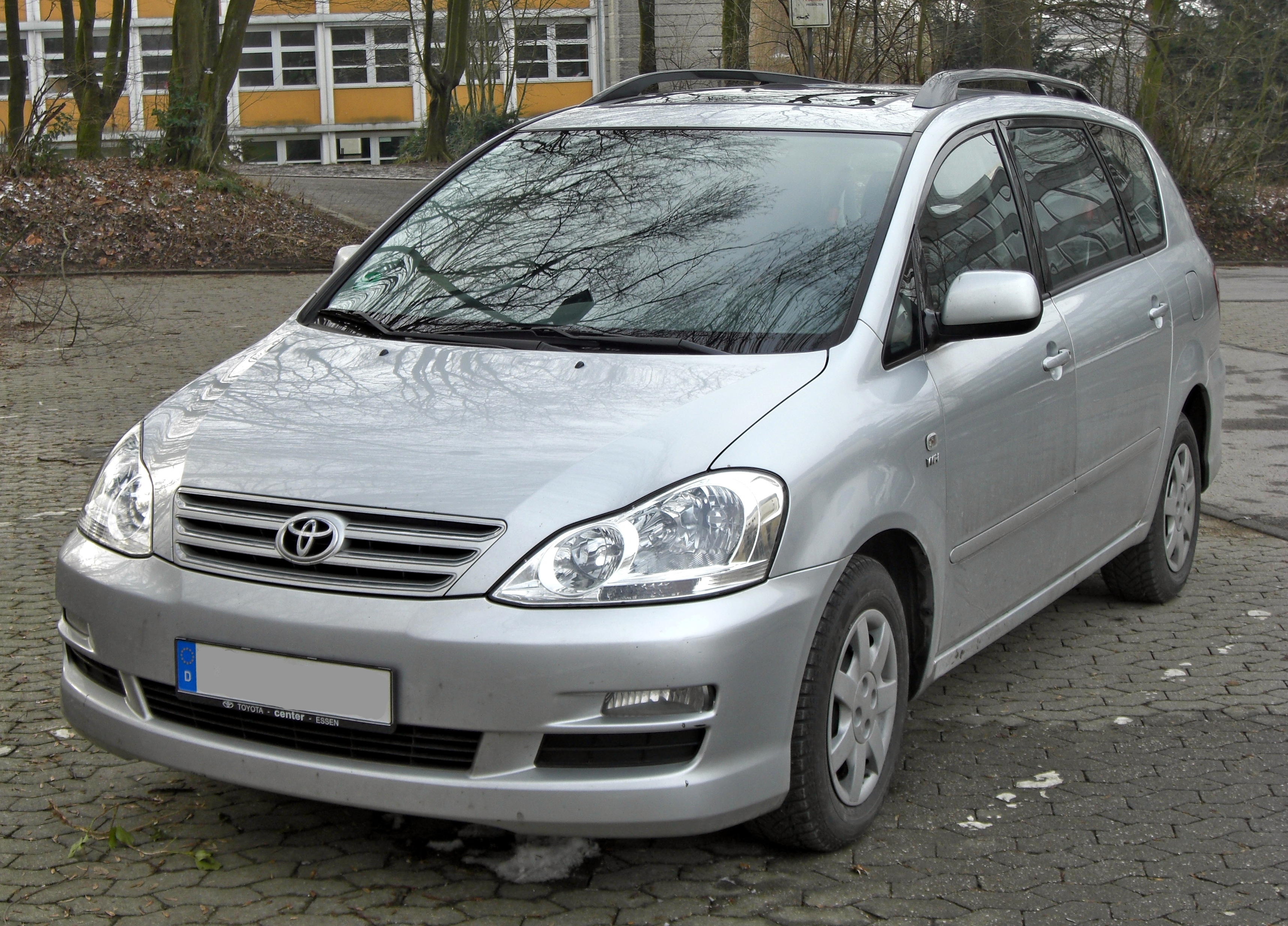
後期型 フロント
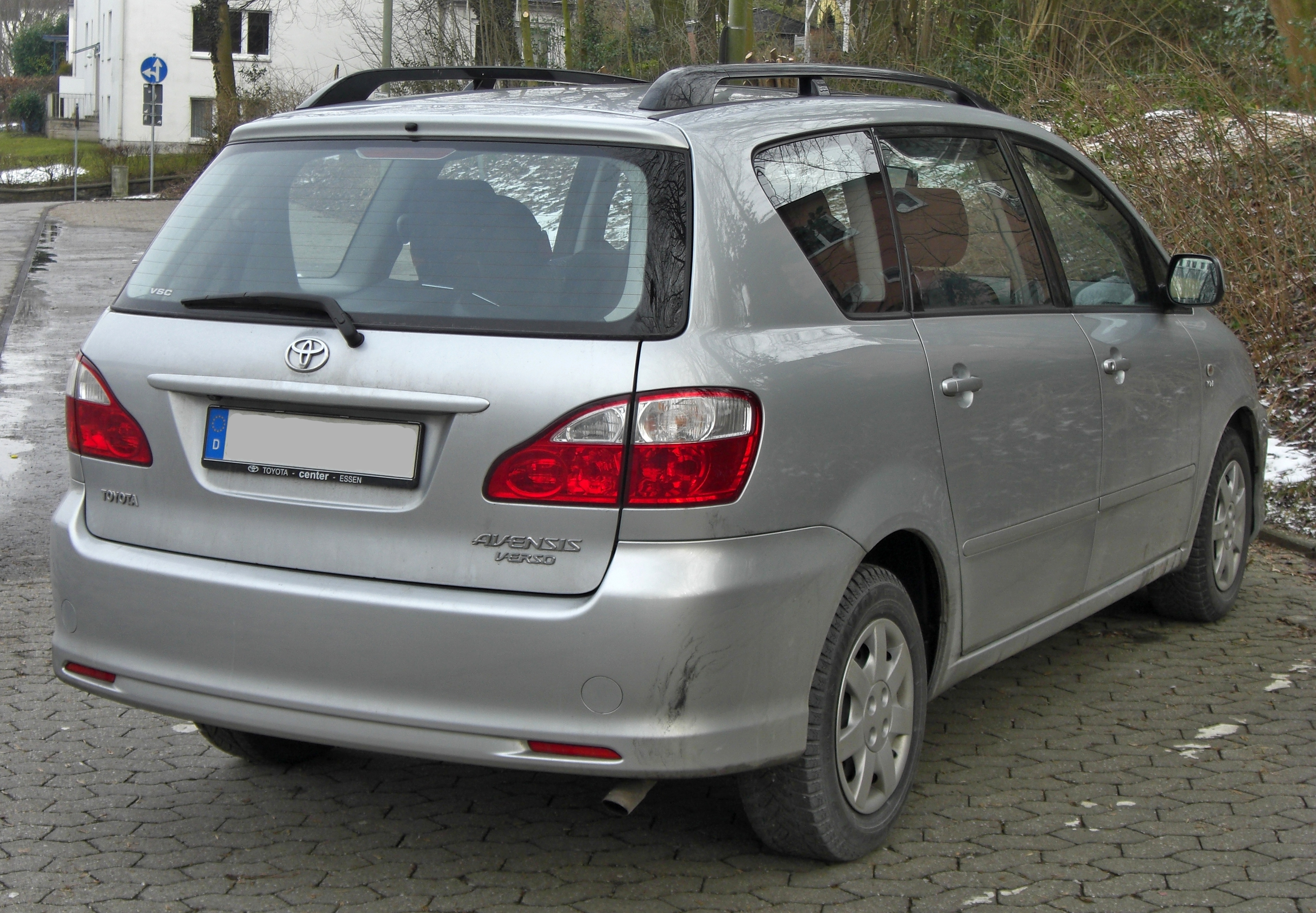
後期型 リア